# Bianca Barnett
Bianca Barnett (* 26. August 1979 als Bianca Allaine Evans in Garland, Texas) ist eine US-amerikanische Schauspielerin.

## Leben
Bianca Barnett wurde 1979 in Garland, Texas geboren. Ihre Eltern gaben ihr den Vornamen Bianca wegen des ehemaligen Supermodels Bianca Jagger. Sie ist seit dem 5. August 2011 mit Produzent, Drehbuchautor und Regisseur Michael Kyne verheiratet. Ihren ersten Auftritt als Schauspielerin hatte sie in der Fernsehserie Immer wieder Jim. Darin spielte sie in einer Folge eine verängstigte Frau. Anschließend spielte Barnett überwiegend in Horrorfilmen wie The Devil’s Muse oder Albino Farm mit. Für ihre schauspielerischen Leistungen in dem Horrorfilm Dead Inside wurde sie mit einem Golden Cop Award in der Kategorie Beste Darstellerin in einem B-Movie ausgezeichnet.

## Filmografie (Auswahl)
- 2005: Immer wieder Jim (According to Jim, Fernsehserie, Folge 5x07 The Chick Whisperer)
- 2006: Canes
- 2007: The Devil’s Muse
- 2008: Craig
- 2009: The Fear Chamber
- 2009: Albino Farm
- 2009: In a Spiral State
- 2011: Dead Inside
- 2012: Monster Mountain
- 2012: Cyclical Effect
- 2013: The Crawling Dead
- 2013: Die Die Delta Pi
- 2015: Tödliche Verwandtschaft (Evil Kin, Fernsehserie, Folge 3x08 Road Kill)
- 2015: Nightmare Next Door (Fernsehserie, Folge 5x10 Bewitching Hour)
- 2015: Driven to Succeed
- 2016: Terrortory
- 2016: Noirland
- 2017: Terror 66
- 2017: What a Great Idea
- 2019: 10/31: Part 2
- 2020: What Happens Next Will Scare You
- 2021: Abaddon
- 2023: Cryptids